# Ceratopsyche morosa
Ceratopsyche morosa är en nattsländeart som först beskrevs av Hagen 1861.  Ceratopsyche morosa ingår i släktet Ceratopsyche och familjen ryssjenattsländor. Inga underarter finns listade i Catalogue of Life.